# Смуде
Смуде су насељено мјесто у општини Воћин, у Славонији, у Вировитичко-подравској жупанији, Република Хрватска.

## Географија
Смуде се налазе око 8 км источно од Воћина.

## Историја
До територијалне реорганизације у Хрватској насеље се налазило у саставу бивше општине Подравска Слатина.

## Становништво
Смуде су према попису из 2011. године имале 15 становника.
| Националност       | 1991. | 1981. | 1971. | 1961. |
| Срби               | 95    | 119   | 163   | 238   |
| Хрвати             | 3     | 3     | 2     | 7     |
| Југословени        | 2     | 6     | 5     |       |
| остали и непознато | 3     | 2     | 3     | 1     |
| Укупно             | 103   | 130   | 173   | 246   |

| Демографија | Демографија | Демографија |
| Година      | Становника  | Становника  |
| ----------- | ----------- | ----------- |
| 1961.       | 246         |             |
| 1971.       | 173         |             |
| 1981.       | 130         |             |
| 1991.       | 103         |             |
| 2001.       | 4           |             |
| 2011.       |             | 15          |